# Love, Sex & Music
Love, Sex & Music ist ein US-amerikanischer Pornospielfilm des Regisseurs Will Ryder aus dem Jahr 2022. Er wurde bei den AVN Awards 2023 in ausgezeichnet.

## Handlung
Der Film zeigt die Herausforderungen einer schwarzen Sängerin die als Country-Musik-Sängerin Erfolg haben möchte.
Im Mittelpunkt eines Nashville-Skandals steht Dixie, die junge Künstlerin, die den heißesten Song des Jahres geschrieben hat. Der berühmte Popstar Missy Free möchte es aufnehmen. Führungskräfte von Musiklabels wollen es stehlen. Und Dixie will einfach nur singen.

## Wissenswertes
- Soundtrack: "Right into Your Arms" und "Born Country", (Written by Jon Arckey, Katy Ehrlich, Adam Ehrlich & Damien Valentine Mayek, Performed by Honest Family Outlaws)
- Als Regisseur Will Ryder verzweifelt nach dem perfekten Song für die Produktion seines Spielfilms „Love, Sex & Music“ suchte, wagte er sich in eine staubige Bar in Tujunga, Kalifornien, und traf dort auf eine Gruppe von Gesetzlosen – Honest Family Outlaws, und sie spielten Country-Trap-Songs live auf der Bühne, als Ryder wusste, dass er wollte, dass sie am Soundtrack seines Films beteiligt waren.

## Auszeichnungen
- 2023: AVN Award: Best Non-Sex Performance (Misty Stone)